# Striaria nana
Striaria nana är en mångfotingart som beskrevs av Loomis 1936. Striaria nana ingår i släktet Striaria och familjen Striariidae. Inga underarter finns listade i Catalogue of Life.